# Maciej Miernik
Maciek Stanisław Miernik – polski muzyk rockowy grający na gitarze basowej, kompozytor, realizator dźwięku, producent.
Znany z występów w grupie Aurora, 1984, Noah-Noah, Restrykcja, Reflection, Flashback oraz z roli producenta. Jego twórczość zaliczana jest do progresywnego rocka i progresywnego punka. Artysta znany jest z awangardowych, multimedialnych realizacji.
We wrześniu 2011 w mediach ukazała się informacja o ciężkiej chorobie muzyka. W celu ratowania jego życia, przyjaciele zorganizowali cykl koncertów zatytułowanych Help Maciek, które odbyły się w terminach:
- 23 września 2011 w Rzeszowie, w Klubie Od Zmierzchu do Świtu, wystąpiły: Aurora, 1984, Noah-Noah, Wańka Wstańka, Jesus Chrysler Suicide, Rock Away, Secesja, Monstrum, Tharantula, WSK i Stirwater czyli zespół Pawła Mąciwody[2][3]
- 15 października 2011 w Warszawie, w Klubie Stodoła, wystąpiły: Wilki, Lady Pank, Piersi, Róże Europy, Aya RL, Ramona Rey, Variété, Eldo, Stirwater, Made in Poland, Aurora, Neo Retros i Sztyk[3][4]
- 25 lutego 2012 w Rzeszowie, w Klubie Pod Palmą, wystąpiły: Aurora, RSC, 1984, Wańka Wstańka, Jacek „Bielas” Bieleński, Made in Poland, KSU. Wsparł ich Maciej Maleńczuk[5][6]

14 stycznia 2015 miała miejsce premiera dwupłytowego albumu (2 CD + 2 DVD) zatytułowanego Help Maciek 2 Live. Album zawiera nagranie jednego z trzech charytatywnych koncertów, który odbył się w Studenckim Klubie Pod Palmą Uniwersytetu Rzeszowskiego w lutym 2012. Nakład wydawnictwa wyniósł 1000 egz.